# How to Disappear Completely
How to Disappear Completely è la quarta traccia dell'album Kid A, della band inglese Radiohead. La canzone è una delle più conosciute dai fan della band, caratterizzata da un suono molto rilassante e ambientale, un testo soave, accompagnato da alcuni sintetizzatori e da una chitarra acustica. È stata scritta da Thom Yorke basata su un sogno che aveva avuto, in cui fluttuava intorno ad una città, come se fosse un fantasma, che "scompare completamente" (da lì il titolo del brano). L'estetica strumentale e vocale nel brano si incastrano perfettamente.

## Concezione
La canzone è stata scritta durante il tour di OK Computer e venne suonata due volte nel 1998, col titolo originale How to Disappear Completely and Never Be Found, tratto da un libro sul cambio d'identità.
La prima versione era più austera di quella studio presente nell'album Kid A. In quest'ultima, Jonny Greenwood sviluppò il brano in una direzione nuova, arrangiando gli archi (eseguiti dall’Orchestra di St John’s), e le onde Martenot suonate da lui stesso. La traccia venne montata durante alcuni mesi per l'album, nel quale il co-produttore Nigel Godrich giocò un ruolo essenziale. Secondo Thom Yorke, il leader dei Radiohead: "Quando Jonny arrangiò gli archi in How to Disappear Completely, era la sua specialità. Nigel [Godrich] l’ha aiutato, e basta. Noi altri, non ne abbiamo fatto parte." Allo stesso tempo, How to Disappear Completely venne vista come una delle tracce più accessibili di Kid A. Trovandosi verso la fine della prima metà del disco, alcuni critici notarono che era il primo brano del disco con la chitarra. Le note in modo minore di Thom Yorke vanno a rafforzare gli arrangiamenti di altri archi e gli effetti elettronici. Il basso di Colin Greenwood, i riff di chitarra elettrica di Ed O'Brien e la batteria di Phil Selway formano le altre strumentazioni del brano.
Thom Yorke, che scrisse le parole della canzone, racconta che l’ispirazione per How to Disappear Completely gli venne da due cose, in particolare dalla performance molto conosciuta al Glastonbury Festival nel 1997 paragonata al sentimento di distacco che provava nel tour successivo, e un sogno avvincente ambientato a Dublino dove è stato cacciato da un'onda sul fiume Liffey : "Sognai di galleggiare nel Liffey, e non potevo fare nulla. Volavo sopra Dublino, ed ero davvero nel Sogno. L'intera canzone, è il mio sentimento di aver volato".
Michael Stipe, cantante dei R.E.M. ha in parte ispirato How to Disappear Completely. Thom Yorke, in seguito alla stanchezza dovuta al tour di OK Computer, raccontò al riguardo:
 
Possiamo vedere Yorke annotarsi questa frase nel documentario Meeting People is Easy. Più tardi, Stipe fu influenzato dai Radiohead, chiedendo a Yorke se potesse intitolare la sua canzone Disappear. È stata rilasciata nell'album Reveal del 2001.
In un'intervista al Culture Show della BBC nel 2006, Thom Yorke ha detto che vorrebbe ricordare i Radiohead per How to Disappear Completely, ribadendo che "è stata la cosa migliore che avessero mai realizzato" .